# پالایشگاه گاز طبیعی

نمایی از پالایشگاه گاز طبیعی شهید هاشمی‌نژاد (خانگیران)

پالایشگاه گاز طبیعی مجموعه‌ای صنعتی متشکل از واحدهای فرآیندی، تأسیساتی، ذخیره‌سازی و غیره است که گاز ترش یا هیدروکربن‌های ناخالص دریافتی (از مخزن گاز طبیعی) را جهت مصارف گوناگون (خانگی، صنعتی و صادرات) پالایش می‌کند.
از مهم‌ترین پالایشگاه‌های گاز در ایران می‌توان به پالایشگاه‌های گاز پارس جنوبی (در عسلویه)، پالایشگاه گاز خانگیران (در سرخس) و پالایشگاه گاز پارسیان (در مهر)، پالایشگاه گاز ایلام (در چوار)، پالایشگاه گاز هویزه (در جفیر) و پالایشگاه گاز بیدبلند (در بهبهان) اشاره نمود.

## واحدهایپالایشگاهگاز

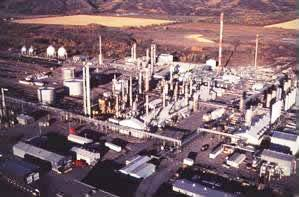
پالایشگاه گاز طبیعی

### واحدهای فرآیندی گاز

#### تأسیسات دریافت گاز
در ورودی به پالایشگاه جریان سه فازی (آب و گلایکول، گاز و میعانات گازی) دریافتی از چاه‌ها که خوراک نامیده می‌شود با افت فشار مواجه شده و جداسازی اولیه انجام می‌گیرد. گازهای خروجی از جداساز به واحد شیرین‌سازی گاز ارسال می‌شود و میعانات به واحد تثبیت میعانات گازی فرستاده می‌شود.
- واحد لخته‌گیر
- واحد بازیابی، تزریق و ذخیره‌سازی نمک‌زدایی اتیلن گلیکول
- واحد پایدارسازی میعانات گازی
- واحد پالایش آب اسیدی
- واحد پشتیبانی پایدارسازی میعانات گازی

#### ردیف‌های گازی
این واحد از اصلی‌ترین واحدهای هر پالایشگاه گاز است. در این مرحله بخش زیادی از ترکیبات گاز سولفید هیدروژن و قسمتی از گاز کربنیک از گاز جدا می‌شود و به مقدار مطابق با استاندارد محصول مورد نیاز رسانده می‌شود. جداسازی این ترکیبات از طریق حلال جاذب و معمولاً حلال آمین (متیل دی‌اتانول‌آمین) انجام می‌گیرد و سپس آمین مصرف شده احیا می‌گردد.
- واحد شیرین‌سازی گاز
- واحد نم‌زدایی گاز
- واحد بازیابی گاز اتان
- واحد فشرده‌سازی گاز (کمپرسورهای گازی)
- واحد سرماسازی با پروپان

#### تأسیسات پالایش گازی
- واحد تفکیک میعانات گازی
- واحد بازیابی سود سوزآور
- واحد شیرین‌سازی پروپان
- واحد شیرین‌سازی بوتان
- واحد کربن‌زدایی از اتان

#### بازیافتو جامدسازی گوگرد
هدف از این واحد بازیافت گوگرد مایع از گازهای اسیدی تولیدشده در واحد شیرین‌سازی می‌باشد. غلظت گوگرد بازیافتی حدود ۹۵ درصد است.
- واحد بازیابی گوگرد
- واحد جامدسازی گوگرد

### واحدهای تأسیساتی
- واحد تولید و توزیع برق
- واحد تولید و توزیع بخار آب
- واحد تأمین سوخت گازی
- واحد تولید هوای ابزاردقیق
- واحد تولید و ذخیره‌سازی نیتروژن
- واحد دریافت و بازگرداندن آب دریا
- واحد نمک‌زدایی از آب دریا
- واحد پالایش آب
- واحد تأمین آب آشامیدنی
- واحد پالایش پس‌آب
- واحد آب آتش‌نشانی
- واحد ژنراتورهای دیزل
- واحد تولید آب سردساز

### واحدهای خارج از پالایشگاه
- واحد مشعل و زیرآب‌زنی
- واحد تخلیه
- واحد حوضچۀ سوزان
- واحد تأسیسات بارگیری پروپان
- واحد تأسیسات بارگیری بوتان

### واحدهای ذخیره‌سازی
- واحد نگهداری و ارسال میعانات گازی
- واحد نگهداری پروپان سردساز
- واحد مخازن مواد شیمیایی
- واحد مخازن پروپان
- واحد مخازن بوتان